# 溪东炮台
溪东炮台，位于中国广东省揭阳市惠来县溪东海边，为惠来县的一个县级文物保护单位，类型为古建筑，公布时间为1983年。
溪东炮台的历史年代为明代。